# Benzoesäuremethylester
Benzoesäuremethylester (Methylbenzoat, Niobeöl) ist eine chemische Verbindung, eine farblose Flüssigkeit mit charakteristischem Geruch, die als Ester aus der aromatischen Benzoesäure bei Reaktion mit Methanol entsteht. Es handelt sich um einen Duft- und Aromastoff, der bei der Herstellung von Kosmetika und in Lebensmitteln verwendet wird. Natürlich kommt Benzoesäuremethylester u. a. in der Moschus-Erdbeere oder der Feijoa vor.

## Verwendung
Benzoesäuremethylester wird aufgrund seiner Eigenschaft als schwer siedende Substanz auch als Messflüssigkeit für Heizkostenverteiler nach dem Verdunstungsprinzip verwendet. Eine weitere Verwendung liegt in der Nutzung als Intermedium (neben Benzoesäuremethylester zum Beispiel auch Xylol) bei der Herstellung von histologischen Präparaten.